# Setacera trina
Setacera trina – gatunek muchówki z rodziny wodarkowatych i podrodziny Ephydrinae.
Gatunek ten opisany został w 1964 roku przez Jamesa Edwarda Collina.
Muchówka o ciele długości około 4 mm. Głowa jej zaopatrzona jest w dwie pary szczecinek orbitalnych oraz skierowane w dół szczecinki perystomalne. Czułki mają na zewnętrznej powierzchni trzeciego członu długą i cienką szczecinkę. Odwłok samca ma tergit piąty nie krótszy od czwartego, a sternity gęsto porośnięte bardzo krótkimi, czarnymi szczecinkami. Narządy rozrodcze samca mają krótkie, nieco w kierunku zewnętrznym zakrzywione, u szczytu zaokrąglone, osadzone brzusznie edyty. Samica ma odległość między osadzonymi na szeroko sercowatym dysku kolcami pokładełka a przysadkami odwłokowymi większą niż długość tychże przysadek.
Owad znany z Wielkiej Brytanii, Niemiec, Włoch, Polski, Czech, Słowacji oraz Bośni i Hercegowiny.